# Vyans-le-Val
Vyans-le-Val là một xã ở tỉnh Haute-Saône trong vùng Franche-Comté phía đông Pháp. Xã có diện tích 3,32 km², dân số năm 2006 là 463 người. Khu vực này có độ cao từ 339-463 mét trên mực nước biển.